# Скуртешть (Прахова)
Скуртешть, Скуртешті (рум. Scurtești) — село у повіті Прахова в Румунії. Входить до складу комуни Штефешть.
Село розташоване на відстані 90 км на північ від Бухареста, 34 км на північ від Плоєшті, 51 км на південний схід від Брашова.

## Населення
За даними перепису населення 2002 року у селі проживала 1421 особа, усі — румуни. Усі жителі села рідною мовою назвали румунську.